# Klein Witzeetze
Klein Witzeetze früher auch Witzeetze im Drawehn (slav. vysec = Aushau, Ausschnitt) ist ein Ortsteil der Gemeinde Küsten in der Samtgemeinde Lüchow (Wendland) im niedersächsischen Landkreis Lüchow-Dannenberg. Der Ort liegt 12 km nordwestlich von Lüchow an der Kreisstraße von Sallahn nach Breselenz in der Niederen Geest am westlichen Rand der Jeetzelniederung.

## Geschichte
1450 wird der Ort als Witzetze erstmals erwähnt. Der voll ausgebildete Rundling wurde nach einem Brand 1832 in gestreckter Form wieder aufgebaut. Außerhalb des Rundlings finden sich einzelne Nachsiedlungen. Die Gemeinde wurde 1929 mit Sallahn zusammengelegt. Im Rahmen der Gemeindegebietsreform wurde 1972 diese Gemeinde zu einem Ortsteil der Gemeinde Küsten. In Klein Witzeetze und den umliegenden Dörfern bestand nach der Dannenberger Schulordnung von 1687 eine Reiheschule, die später im Dorf ein Gebäude bekam. Bis 1972 wurde in der Schule unterrichtet. Klein Witzeetze gehört zur Kirchengemeinde Krummasel.